# Motobloc Type R (1912)
Dieser Motobloc Type R ist ein Pkw-Modell aus der Zeit vor dem Ersten Weltkrieg. Hersteller war Motobloc im französischen Bordeaux.

## Beschreibung
Das Modell wurde von 1912 bis 1914 hergestellt. Es hat einen wassergekühlten Vierzylinder-Reihenmotor, der vorn längs im Fahrgestell eingebaut ist. Er treibt über ein Dreiganggetriebe und eine Kardanwelle die Hinterachse an. 65 mm Bohrung und 120 mm Hub ergeben 1593 cm³ Hubraum. Damit war das Fahrzeug damals in Frankreich steuerlich mit 10 CV eingestuft.
In den 1920er Jahren erschien mit dem Type R von 1922 bis 1928 ein gleichnamiges Modell als Nachfolger. Vorher gab es mit dem Type R von 1908 ein völlig anderes Modell dieses Namens.